# Сиеве
Сие́ве (итал. Sieve) — река в Италии, протекает по территории Флоренции в Тоскане, правый крупный приток реки Арно. Длина Сиеве составляет 54 км, а площадь водосборного бассейна — 833 км².
Расход воды в реке сильно меняется в зависимости от времени года. Летом средний расход составляет несколько кубометров в секунду, тогда как весной и осенью он может быть на два порядка выше. Рекордный расход в 1340 м³/с был зафиксирован 4 ноября 1966 года, когда на Флоренцию обрушилось крупнейшее в истории города наводнение. Для предотвращения подобных случаев в 1999 году на Сиеве недалеко от истока было завершено строительство плотины. Образовавшееся искусственное озеро Биланчино имеет площадь 5 км² и объём около 0,084 км³.
Исток Сиеве находится в Тоскано-Эмилианских Апеннинах, на территории коммуны Барберино-ди-Муджелло, на высоте около 930 метров над уровнем моря. Река течёт на юго-восток до коммуны Виккьо, где закладывает петлю, устремляясь на юго-запад и соединяясь с Арно в коммуне Понтассьеве, в 14 километрах к востоку от Флоренции.